# Деве Говда, Хараданахалли Доддеговда
Хараданахалли Доддеговда Деве Говда (канн. ಹರದನಹಳ್ಳಿ ದೊಡ್ಡೇಗೌಡ ದೇವೇಗೌಡ; род. 18 мая 1933) — индийский политик, 12-й премьер-министр Индии.

## Биография
Начал политическую карьеру в партии Индийский национальный конгресс (ИНК), однако позже перешёл на более левые позиции. Долгое время являлся депутатом Ассамблеи штата Карнатака. После победы в 1994 на выборах в Ассамблею штата возглавляемой им партии Джагата Дал стал главным министром Карнатаки. С 1 июня 1996 занимал пост премьер-министра Индии от Объединённого фронта (коалиция 13 центристских и левых партий) при поддержке извне со стороны партии ИНК(и). Правительство Деве Говда ушло в отставку 21 апреля 1997 после того, как лишилось поддержки ИНК(и).
Его сын Хараданахалли Деве Говда Кумарасвами также занимал пост главного министра Карнатаки в 2006—2007.